# Droga R217 (Rosja)
Droga federalna R217 «Kaukaz» (ros. Федеральная автомобильная дорога Р217 «Кавказ») – droga znaczenia federalnego w Rosji. Ma 1118 km długości. Prowadzi od wsi Pawłowskaja w Kraju Krasnodarskim do wsi Jarag-Kazmaljar na granicy z Azerbejdżanem.
Przed reformą sieci drogowej z 2010 roku droga miała numer M29. Numer ten był używany w latach 2010–2017 alternatywnie do obecnego.

## Przebieg trasy
- Kraj Krasnodarski
  - 0 km - Pawłowskaja (zjazd z drogi magistralnej M4 «Don»)
  - 39 km - Tichorieck
  - 59 km - Archangielskaja
  - 94 km - Kropotkin (możliwy zjazd w stronę Stawropolu, przez Nowoaleksandrowsk i Izobilny)
  - 169 km - Armawir
- Kraj Stawropolski
  - 229 km - Koczubiejewskoje (możliwy zjazd w stronę Czerkiesku)
  - 233 km - możliwy zjazd w stronę Stawropolu
  - 241 km - Niewinnomyssk
  - 352 km - Mineralne Wody
  - 372 km - Piatigorsk
- Kabardo-Bałkaria
  - 455 km - Baksan
  - 465 km - Nalczyk
- Osetia Północna
  - 500 km - Kardżin (możliwy zjazd w stronę Ałagiru)
  - 559 km - Biesłan (możliwy zjazd w stronę Władykaukazu)
- Inguszetia
  - 580 km - Nazrań
- Czeczenia
  - 653 km - Grozny
  - 700 km - Gudermes
- Dagestan
  - 742 km - Chasawiurt
  - 766 km - Kiziljurt
  - 818 km - Machaczkała
  - 830 km - Manas
  - 878 km - Izberbasz
  - 945 km - Dagiestanskije Ogni
  - 956 km - Derbent
  - 1011 km - Jarag-Kazmaljar (granica z Azerbejdżanem)